# Holomelaena caterva
Holomelaena caterva là một loài bướm đêm trong họ Noctuidae.